# Stufa a bioetanolo

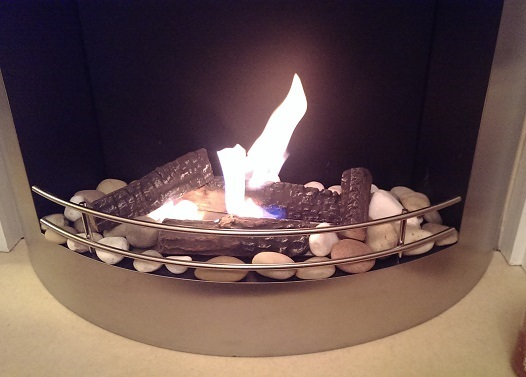
Una stufa a bioetanolo rivestita in ceramica

La stufa a bioetanolo (chiamata anche biocamino o biostufa) è una stufa a forma di caminetto per il riscaldamento di un ambiente interno che utilizza il bioetanolo, un combustibile liquido. Può essere installata senza canna fumaria. Le stufe a bioetanolo possono essere pericolose e devono essere gestite con attenzione dato che il bioetanolo è altamente infiammabile. Incidenti che hanno causato gravi ustioni sono accaduti. Se una canna fumaria non è presente, i gas della combustione, come l'anidride carbonica e il diossido di azoto, e il particolato fine e ultrafine vengono emessi nella stanza, riducendo la qualità dell'aria.

## Funzionamento
Questa stufa a forma di caminetto è facile da installare sul muro e non necessita della canna fumaria. È alimentata a bioetanolo, un combustibile che proviene dalla fermentazione e distillazione di sostanze vegetali (canna e barbabietola da zucchero, patate, cereali e frutta). Alcuni modelli sono portatili e ruotabili a 360 gradi, cioè possono essere posizionati dove si vuole. Nuovi modelli sono dotati di un ventilatore, funzionante con la corrente elettrica, in modo da accelerare la circolazione dell'aria calda. Per accendere la stufa bisogna togliere il vetro di protezione, dopodiché aprire il vano per il bioetanolo e versare l'omonimo combustibile liquido, infine accendere la stufa con un accendino lungo per evitare di scottarsi. Per spegnerla invece, chiudere il vano bioetanolo con un oggetto e senza togliere il vetro per evitare di scottarsi.

## Approfondimenti
Malgrado le emissioni di anidride carbonica siano inferiori rispetto ad altri tradizionali combustibili liquidi, anche nel caso delle stufe a bioetanolo, specie nel caso di utilizzo prolungato, bisogna sempre garantire un adeguato riciclo d'aria dell'ambiente, ed evitare l'utilizzo delle stesse in ambienti troppo piccoli o comunque poco aerati.

## Vantaggi e svantaggi

### Vantaggi
- È facile da installare su tutti i muri
- Non necessita di canna fumaria e di corrente elettrica
- Rispetto ad una stufa a combustibile liquido tradizionale, questa stufa utilizza il bioetanolo
- Infine rispetto ai caminetti tradizionali, non richiede l'accensione della legna e lo smaltimento della cenere

### Svantaggi
- Se non ventilato con aria esterna, i prodotti della combustione rimangono nella stanza
- Rischio di ustioni gravi[2][4]
- Emissioni di cattivi odori[5]